# Pictave
Pictave è una razza nana di pollo di origini francesi, creata dal Conte Raymond Lecointre nella prima metà del XX secolo con lo scopo di ottenere una razza che avesse ottime attitudini alla cova e alla cura della prole. È un pollo presente in un'unica colorazione, la Collo Oro, avente zampe piuttosto basse, mantellina abbondante e coda molto sviluppata. Ha molta attitudine alla cova ed ha un carattere docile. La Pictave è l'unica razza nana autentica francese.

## Origini
La Pictave è originaria della Francia, più precisamente di Poitou. Il merito di averla creata va al Conte Raymond Lecointre, membro fondatore del Bantam Club Francese e allevatore di fagiani con ottime conoscenze avicole. Il Conte si prefisse lo scopo di selezionare una razza di polli le cui femmine fossero adatte a covare uova di altri galliformi, come i fagiani appunto, e che possedessero qualità di buone madri. Scelse dunque di selezionare soggetti nella colorazione Collo Oro, una varietà di piumaggio che si avvicina molto a quella del Gallo rosso della giungla e che ha capacità di mimetismo col terreno; in questo modo anche se la gallina avesse scelto di covare le uova all'aperto, non sarebbe caduta facilmente vittima di predatori vari. La razza, unica nana autentica (cioè senza contropartita di maggiore taglia) francese, è stata riconosciuta ufficialmente in Francia nel 1929. Durante la Seconda guerra mondiale la Pictave, come molte altre razze, rischiò di scomparire, e venne incrociata con soggetti meticci simili nella morfologia ma di colorazione Dorata, per evitare un'eccessiva consanguineità. La colorazione Dorata, che è simile alla Collo Oro nel maschio ma molto diversa nella femmina, ha caratteristiche genetiche diverse dalla Collo Oro, e questi incroci operati a fin di bene hanno in realtà nuociuto parecchio al disegno del mantello della Pictave. Nel 1992 fu creata da J.C. Martina anche la varietà Collo Argento, che è stata però presto abbandonata per polemiche con gli altri allevatori.

## Standard
È un pollo nano abbastanza basso sulle zampe, con un piumaggio molto ricco, specie nella mantellina e nella coda, che è piuttosto sviluppata.
- Tronco: ben arrotondato, proporzionato e inclinato verso la coda.
- Dorso: di media lunghezza, inclinato verso la coda.
- Ventre: ben sviluppato.
- Petto: pieno, rotondo e portato alto.
- Testa: forte e rotonda.
- Becco: abbastanza robusto, leggermente allungato, di colore corno chiaro.
- Occhi: vivaci, di colore oro chiaro.
- Cresta: semplice, rossa, portata in avanti, ben staccata dalla nuca e di grana grossolana. Portata diritta in entrambi i sessi.
- Bargigli: rossi, arrotondati, della stessa dimensione della parte nuda della faccia.
- Faccia: rossa, nuda e di grana grossolana.
- Orecchioni: a mandorla, rossi.
- Collo: di media lunghezza, ben arcuato, dotato di una mantellina abbondante che si estende fino alle spalle.
- Spalle: larghe.
- Ali: piuttosto lunghe  e portate cadenti.
- Coda: voluminosa, lunga in proporzione al corpo; angolo, con la linea del dorso, di 45° nel gallo, portata meno alta nella gallina. Presenza di due grandi falciformi, le piccole falciformi sono abbondanti. Nel gallo presenza, alla base della coda, di un ciuffo di piume lanugginose di colore grigio chiaro.
- Gambe: corte, forti e poco apparenti.
- Tarsi: di colore bianco rosato, bordati di grigio alla base delle scaglie, soprattutto nella gallina. Quattro dita.
- Piumaggio: abbondante e aderente al corpo, dotato di un ricco piumino.
- Peso: maschio 0,8 kg  femmina 0,6 kg.
- Peso dell'uovo: 40 gr.
- Colore dell'uovo: bianco giallastro.
- Misura Anello: gallo 13 mm gallina 11 mm.

## Difetti gravi
Tipologia non conforme, orecchioni bianchi o giallastri. Tarsi blu o troppo scuri. Mancanza di fiamme nella mantellina, colore di fondo troppo chiaro nella gallina, e presenza nella stessa di disegni ellittici neri troppo marcati (retaggio degli incroci effettuati in passato con soggetti dorati). Mantellina e sella color paglia nel gallo, triangolo dell'ala impuro.

## Qualità
La razza ha ottime attitudini alla cova e alla cura dei pulcini, per cui può essere usata dagli allevatori di fagiani, pernici e quaglie come balia. Ha un carattere molto docile, fattore che la rende ideale come animale da compagnia o pollo ornamentale da giardino. La Pictave è piuttosto rara all'infuori del paese d'origine.